# Oleksandr Bejderman
Oleksandr Abramowytsch Bejderman (ukrainisch Олександр Абрамович Бейдерман, wiss. Transliteration Oleksandr Abramovyč Bejderman; russisch Александр Абрамович Бейдерман; englische Schreibweise Beyderman; * 16. Januar 1949 in Odessa, Ukrainische SSR) ist ein jüdisch-ukrainischer Schriftsteller, Dozent für Hebräisch, russische und englische Philologie an der Odessaer Universität.
Bejderman schreibt auf Jiddisch, Ukrainisch und Russisch und gilt als einer der letzten und zugleich wichtigsten auf Jiddisch schreibenden Autoren in den ehemaligen Siedlungsgebieten der russischen Juden. Sein Einstieg in den sowjetischen Literaturbetrieb gelang ihm mit Hilfe von Literaturfunktionären, allerdings löste er sich bald zumindest teilweise von den engen Vorgaben des sozialistischen Realismus und fand in seiner Lyrik zu einer weiterhin realistischen Sprache, deren herbe Strahlkraft weit über die Schlichtheit ausgewählter Sujets hinausreicht. Der Holocaust im Zweiten Weltkrieg ist ebenso Thema wie der Rückgriff auf Sujets von Scholem Alejchem und anderer jüdischer Schriftsteller. Seine Darstellungen reichen von subtiler Gesellschaftskritik bis zu pseudoblasphemischem Sarkasmus. Seine Generation ist wohl die letzte in der Ukraine, die sich des Jiddischen als Literatursprache bedient. Gelesen werden seine jiddischen Texte eher in Israel und den USA als in der Ukraine. Höhere Auflagen erreichen seine Romane und Dramen in russischer und ukrainischer Sprache. Die ukrainische Sprache spielt im Schaffen des Autors vor allem in den letzten Jahren eine besondere Rolle.
Bejderman war als Fellow am Moses Mendelssohn Zentrum für europäisch-jüdische Studien  tätig und arbeitet für die Jewish Claims Conference. Heute arbeitet er als Dozent für Hebräisch, sowie russische und englische Philologie an der Odessaer Metschnikow-Universität.